# PowerBuilder
A PowerBuilder egy negyedik generációs (4GL) szoftverfejlesztő eszköz. Eredetileg a Powersoft nevű cég terméke, amelyet később felvásárolt a Sybase. A kliens-szerver architektúrájú szoftverek hatékony fejlesztőeszköze.

## Jellemzők
A PowerBuilder legfőbb erőssége a DataWindow. Ez egy olyan objektum, amely lehetővé teszi az adatbázisban lévő adatok megjelenítését és szerkesztését. A programfejlesztőnek igen széles körű lehetőségeket biztosít. Egyúttal leegyszerűsíti az adatokhoz való hozzáférést, és bizonyos határok között függetlenné teszi a különböző gyártók adatbázis-kezelőitől.
A PowerBuilder tartalmaz egy script nyelvet is, amely a BASIC-hez hasonló.

## Elterjedés
A PowerBuildert elsődlegesen üzleti alkalmazások készítésére és karbantartására használják. Egy időben ez volt a vezető fejlesztő eszköz ezen a területen. Manapság szinte kizárólag Microsoft Windowsra fejlesztik, de a korábbi verziók futottak egyes Unix variánsokon is.
Napjainkban egyre többen használják webfejlesztésre is.
1. ↑  Appeon Releases PowerBuilder 2022 San Francisco, California – September 4, 2022, 2022. szeptember 4. (Hozzáférés: 2023. április 19.)